# Beauty and the Beast (album de Rapsody)
Pour les articles homonymes, voir Beauty and the Beast.
Albums de Rapsody
She Got Game
(2013)
Beauty and the Beast est le deuxième EP de Rapsody, sorti le 7 octobre 2014.

## Liste des titres
| No  | Titre                                                               | Contient un (des) sample(s) de                                   | Durée |
| --- | ------------------------------------------------------------------- | ---------------------------------------------------------------- | ----- |
| 1.  | Feel It (Produit par Nottz)                                         |                                                                  | 3:53  |
| 2.  | Who I Am (Produit par Eric G.)                                      |                                                                  | 3:31  |
| 3.  | Hard to Choose (Produit par 9th Wonder)                             |                                                                  | 4:14  |
| 4.  | Drama (Produit par Khrysis)                                         |                                                                  | 3:09  |
| 5.  | Waiting On It (Baby Girl) (featuring Problem – Produit par Eric G.) |                                                                  | 3:30  |
| 6.  | The World (Produit par Khrysis)                                     | If I Ruled the World (Imagine That) de Nas featuring Lauryn Hill | 1:39  |
| 7.  | Godzilla (Produit par 9th Wonder)                                   |                                                                  | 5:56  |
| 8.  | The Man (Produit par Eric G.)                                       | Lament for the Walking Dead d'Archie Whitewater                  | 6:22  |
| 9.  | Coming For You (Produit par 9th Wonder)                             |                                                                  | 3:55  |
| 10. | Forgive Me (I'm Sorry) (Produit par Eric G.)                        |                                                                  | 3:29  |